# Bryocodia avirida
Bryocodia avirida là một loài bướm đêm trong họ Noctuidae.